# 2015 TB145
2015 TB145 é um pequeno Asteroide Apollo, classificado como um dos Objetos Próximos à Terra, e por isso considerado um Objeto potencialmente perigoso.

𝑬𝒔𝒕𝒓𝒆𝒍𝒂𝒔

Curiosamente, o fenômeno da Pareidolia nos faz acreditar que ele tem um formato de um crânio humano.
Ele foi descoberto em 10 de outubro de 2015, pouco antes de sua aproximação com a Terra de apenas 1,3 distâncias lunares, que aconteceu no dia 31 daquele mês. Em 11 de novembro de 2018 ele se aproximou novamente da Terra, e a próxima vez que ele passará novamente próximo à Terra será em 2027.